# Bartolomeo Valiani
Bartolomeo Valiani, né le 12 mars 1793 à Pistoia et mort en 1842 à Bologne, est un peintre néo-classique italien du XIXe siècle.

## Biographie
Bartolomeo Valiani nait en 1793 à Pistoia. Pour se spécialiser, Bartolomeo va rejoindre son oncle Giuseppe à Bologne pour étudier sous sa tutelle. Il poursuit ensuite ses études à Rome, avec le professeur de l'Accademia Clementina Pietro Fancelli. Il remporte deux fois le prix Marsili Aldrovandi de l'académie de Bologne pour ses œuvres Porzia inghiotte i carboni ardenti et La congiura di Bruto per la morte di Cesare, en 1797 et 1799.
Il apprend à l'académie le dessin architectural et la quadratura, et est devenu très en demande dans la ville. Il part un moment à Parme, mais revient rapidement à Bologne pour devenir professeur de dessin au Collegio Forteguerri.
Entre 1803 et 1804, Bartolomeo apporte son aide à la décoration du monument funéraire de Carlo Mondini au Cimetière monumental de la Chartreuse de Bologne avec le peintre ornemaniste Petronio Rizzi. Il peint aussi des figures au Palazzo Agucchi pour la quadratura de Vincenzo Martinelli. En 1805, il œuvre aux côtés d'Antonio Basoli et de Pelagio Pelagi à la décoration du Palazzo Gozzadini. Avec Basoli, il travaille aussi sur le Teatro Felicini. À Pistoia, il exécute une fresque à la Villa Ippoliti, représentant Bacchus et Ariane. En 1842, au Teatro dè Risvegliati, aussi à Pistoia, il réalise une autre fresque, celle-ci montrant La disfida di Barletta.